# 大卫·科泽
大卫·科泽（英語：David Israel Kertzer，1948年2月20日—）是一位美国历史学家，作家。专攻于意大利政治学、人口学和宗教历史。是布朗大学意大利历史教授。

## 生平
1969年毕业于布朗大学，1974年博士毕业于布兰戴斯大学，1992年之前任教于鲍登学院，之后加入布朗大学，担任人类学和历史学教授。2006至2011年間擔任布朗大学教務長。
2005年被选为美国文理科学院院士。

## 著作
- 《教宗与墨索里尼（英语：The Pope and Mussolini）》，2018年5月，ISBN 9787542662774